# كأس ويلز 1936–37
كأس ويلز 1936–37 (بالإنجليزية: 1936–37 Welsh Cup)‏ هو موسم من كأس ويلز. كان عدد الأندية المشاركة فيه 69، وفاز فيه نادي كرو ألكساندرا.